# Dustin Milligan
Dustin Wallace Milligan (Yellowknife, 28 luglio 1985) è un attore canadese, noto per aver interpretato il ruolo di Ethan Ward nella serie televisiva 90210, spinoff del celebre serial Beverly Hills 90210.

## Biografia
Milligan comincia la propria carriera di attore nella serie televisiva Runaway trasmessa da CW nel settembre 2006, che però viene cancellata dal palinsesto dopo appena tre puntate. In seguito Milligan compare in alcuni film cinematografici come Final Destination 3 (2006), Slither (2006), The Butterfly Effect 2 (2006), Il bacio che aspettavo (2007) e The Messengers (2007). Contemporaneamente lavora in alcuni ruoli minori in serie televisive come The Days, Andromeda, The Dead Zone, Alice, I Think e Supernatural. Dal 2008 Dustin Milligan interpreta il ruolo di Ethan Ward in 90210, anche se per la seconda stagione la produttrice Rebecca Rand Kirshner Sinclair ha confermato che Milligan non sarà nel cast regolare.
Inoltre ha partecipato al videoclip Made in the usa di Demi Lovato.

## Filmografia

### Attore

#### Cinema
- Un lungo weekend (The Long Weekend), regia di Pat Holden (2005)
- Final Destination 3, regia di James Wong (2006)
- Il diario di Jack (Man About Town), regia di Mike Binder (2006)
- Slither, regia di James Gunn (2006)
- Nostalgia Boy, regia di Michael Meinhardt – cortometraggio (2006)
- The Butterfly Effect 2, regia di John R. Leonetti (2006)
- The Messengers, regia di Oxide Pang Chun e Danny Pang (2007)
- Il bacio che aspettavo (In the Land of Women), regia di Jon Kasdan (2007)
- Shattered - Gioco mortale (Butterfly on a Wheel), regia di Mike Barker (2007)
- Extract, regia di Mike Judge (2009)
- Eva, regia di Adrian Popovici (2010)
- Django Gunless (Gunless), regia di Whilliam Phillips (2010)
- Repeaters - Ogni giorno (Repeaters), regia di Carl Bessai (2010)
- Tossers, regia di Terri Anne Taylor e Andrew McIlroy – cortometraggio (2010)
- Wannabe Macks, regia di Brad Patterson (2011)
- Shark Night - Il lago del terrore (Shark Night), regid di David R. Ellis (2011)
- The Entitled, regia di Aaron Woodley (2011)
- Sisters & Brothers, regia di Carl Bessai (2011)
- Candidato a sorpresa (The Campaign), regia di Jay Roach (2012)
- Ferocious, regia di Robert Cuffley (2013)
- Demi Lovato: Made in the USA, regia di Demi Lovato e Ryan Pallotta – cortometraggio (2013)
- No Clue, regia di Carl Bessai (2013)
- Sequoia, regia di Andy Landen (2014)
- Primary, regia di Ross Ferguson (2014)
- Bad City, regia di Carl Bessai (2014)
- Demonic, regia di Will Canon (2015)
- Almost Anything, regia di Torre Catalano (2015)
- Me Him Her, regia di Max Landis (2015)
- Quando un padre (A Family Man), regia di Mark Williams (2016)
- Un piccolo favore (A Simple Favor), regia di Paul Feig (2018)
- Mack & Rita, regia di Katie Aselton (2022)
- Hot Frosty - Una magia di Natale (Hot Frosty), regia di Jerry Ciccoritti (2024)

#### Televisione
- L'amore a portata di mouse (Perfect Romance), regia di Douglas Barr – film TV (2004)
- The Days – serie TV, episodi 1x05-1x06 (2004)
- Dead Like Me – serie TV, episodio 2x10 (2004)
- Andromeda – serie TV, episodio 5x08 (2004)
- Hush, regia di Harvey Kahn – film TV (2005)
- Amber Frey: Witness for the Prosecution, regia di Peter Werner – film TV (2005)
- A Perfect Note, regia di Damon Vignale – film TV (2005)
- Da Vinci's City Hall – serie TV, episodio 5x03 (2005)
- Otto giorni per la vita (Eight Days to Live), regia di Norma Bailey – film TV (2006)
- The Dead Zone – serie TV, episodio 5x03 (2006)
- Alice, I Think – serie TV, episodio 1x08 (2006)
- Runaway - In fuga (Runaway) – serie TV, 9 episodi (2006)
- About a Girl – serie TV, episodio 1x13 (2008)
- Supernatural – serie TV, episodio 3x13 (2008)
- 90210 – serie TV, 24 episodi (2008-2009)
- Marcy – serie TV, episodio 1x01 (2011)
- Call Me Fitz – serie TV, episodio 3x06 (2012)
- L'amore a Natale (Love at the Christmas Table), regia di Rachel Lee Goldenberg – film TV (2012)
- Motive – serie TV, episodio 1x10 (2013)
- Math Bites – serie TV, episodi 1x01-1x02-1x05 (2014)
- Silicon Valley – serie TV, episodio 2x06 (2015)
- X Company – serie TV, 18 episodi (2015-2016)
- Schitt's Creek – serie TV, 42 episodi (2015-2020)
- Dirk Gently - Agenzia di investigazione olistica (Dirk Gently's Holistic Detective Agency) – serie TV, 14 episodi (2016-2017)
- Blindspot – serie TV, episodio 4x03 (2018)
- Into the Dark – serie TV, episodio 2x03 (2019)
- Rutherford Falls - Amici per la vita (Rutherford Falls) – serie TV, 12 episodi (2021-2022)
- FUBAR – serie TV, 1 episodio (2023)

### Doppiatore
- The Legend of Sarila, regia di Nancy Florence Savard (2013)

### Sceneggiatore
- Sisters & Brothers, regia di Carl Bessai (2011)
- Bad City, regia di Carl Bessai (2014)

### Produttore
- Primary, regia di Ross Ferguson (2014)

### Produttore esecutivo
- Bad City, regia di Carl Bessai (2014)

## Doppiatori italiani
Nelle versioni in italiano nelle opere in cui ha recitato, Dustin Milligan è stato doppiato da: 
- Andrea Mete in Runaway - In fuga, Il bacio che aspettavo, 90210
- Gabriele Lopez in The Messengers, Quando un padre
- Flavio Aquilone in Supernatural
- Luca Appetiti in Repeaters - Ogni giorno
- Marco Vivio in Motive
- Raffaele Carpentieri in Schitt's Creek
- Giuseppe Ippoliti in Dirk Gently - Agenzia di investigazione olistica
- Francesco Venditti in Blindspot
- Matteo De Mojana in Into the Dark
- Manuel Meli in Rutherford Falls - Amici per la vita
- Simone Crisari in Invitati per forza
- Massimo Aresu in Mack & Rita
- Davide Perino in FUBAR
- Gianluca Cortesi in Hot Frosty - Una magia di Natale